# Saison 2 de Heroes
Chronologie
Saison 1 Saison 3
Cet article présente le guide des épisodes de la deuxième saison du feuilleton télévisé américain Heroes.
Note : En France, les audiences peuvent paraître faibles mais étant donné l'horaire de diffusion (après minuit), ce sont de très bons résultats.

## Épisodes

### Épisode 1:Quatre mois plus tard
- États-Unis : 24 septembre 2007 sur NBC
- Suisse : 16 mars 2008 sur TSR1
- France : 9 juillet 2008 sur TF1

- États-Unis : 16,97 millions de téléspectateurs[1] (première diffusion)
- France : 1,29 million de téléspectateurs (première diffusion)

- George Takei (Kaito Nakamura)
- Cristine Rose (Angela Petrelli)
- Ashley Crow (Sandra Bennet)
- Nicholas D'Agosto (West Rosen)
- Barry Shabaka Henley (Dét. Bryan Fuller)
- Holt McCallany (Ricky)
- Eriko Tamura (Yaeko)
- Shalim Ortiz (Alejandro Herrera)
- Lyndsy Fonseca (April)
- Dianna Agron (Debbie)
- Lauren Stamile (Miss Gerber)
- Brian Kimmet (le chef de Bennet)
- Adair Tishler (Molly Walker)
- Stephen Tobolowsky (Bob)
- Randall Bentley (Lyle Bennet)
- Sara Solomon (Martha)

Ce premier épisode se déroule quatre mois après la fin du dernier épisode de la première saison. On y retrouve les personnages de la série, les uns après les autres.
Les Bennet ont déménagé dans une nouvelle ville en Californie. Claire Bennet fait sa rentrée dans un nouveau lycée où elle essaie d'être normale. Elle y rencontre un garçon prénommé West.
Hiro se retrouve dans le Japon du XVIIe siècle, où il rencontre son héros Takezo Kensei.
On découvre ensuite, se cachant de la police des frontières, Maya et Alejandro, un frère et une sœur qui tentent d'entrer clandestinement aux États-Unis. Difficile de comprendre l'étendue de leurs pouvoirs sinon qu'ils se contre-balancent.
Matt Parkman, séparé de sa femme, habite désormais à New York avec Molly. Il est embauché comme enquêteur dans la police de New York.
Nathan Petrelli est devenu alcoolique.
Kaito Nakamura et Angela Petrelli, respectivement père de Hiro et mère de Nathan et Peter découvrent une photo d'eux marquée de l'hélice, ce qui signifie qu'ils seront assassinés dans les 24 heures qui suivent.

### Épisode 2:Coupé court…
- États-Unis : 1er octobre 2007 sur NBC
- Suisse : 16 mars 2008 sur TSR1
- France : 9 juillet 2008 sur TF1

- États-Unis : 11,96 millions de téléspectateurs[1] (première diffusion)
- France : 0,88 million de téléspectateurs (première diffusion)

- Cristine Rose (Angela Petrelli)
- Ashley Crow (Sandra Bennet)
- Nicholas D'Agosto (West Rosen)
- Jimmy Jean-Louis (l'haïtien)
- Barry Shabaka Henley (Dét. Bryan Fuller)
- Holt McCallany (Ricky)
- Eriko Tamura (Yaeko)
- Shalim Ortiz (Alejandro Herrera)
- Adair Tishler (Molly Walker)
- Stephen Tobolowsky (Bob)
- Katie Carr (Caitlin)
- Dominic Keating (Will)

### Épisode 3:Vol d'essai
- États-Unis : 8 octobre 2007 sur NBC
- Suisse : 23 mars 2008 sur TSR1
- France : 16 juillet 2008 sur TF1

- États-Unis : 10,91 millions de téléspectateurs[1] (première diffusion)
- France : 1,70 million de téléspectateurs (première diffusion)

- Nicholas D'Agosto (West Rosen)
- Holt McCallany (Ricky)
- Eriko Tamura (Yaeko)
- Shalim Ortiz (Alejandro Herrera)
- Rachel Kimsey (Michelle)
- Katie Carr (Caitlin)
- Dianna Agron (Debbie)
- Adair Tishler (Molly Walker)
- TW Leshner (Derek)
- Hector Luis Bustamante (Garcia)
- Nichelle Nichols (Nana)
- Stephen Tobolowsky (Bob)
- Dominic Keating (Will)
- Missy Peregrym (Candice Wilmer)
- Adetokumboh M'Cormack (Tuko)

### Épisode 4:Pères et Manques
- États-Unis : 15 octobre 2007 sur NBC
- Suisse : 23 mars 2008 sur TSR1
- France : 16 juillet 2008 sur TF1

- États-Unis : 11,41 millions de téléspectateurs[1] (première diffusion)
- France : 1,47 million de téléspectateurs (première diffusion)

- Cristine Rose (Angela Petrelli)
- Ashley Crow (Sandra Bennet)
- Jimmy Jean-Louis (l'haïtien)
- Nicholas D'Agosto (West Rosen)
- Barry Shabaka Henley (Dét. Bryan Fuller)
- Shalim Ortiz (Alejandro Herrera)
- Mark Christopher Lawrence (Mr Lamont)
- Adair Tishler (Molly Walker)
- Jeanette Brox (Camille)
- Janel Parrish (May)
- TW Leshner (Derek)
- Nichelle Nichols (Nana)
- Randall Bentley (Lyle Bennet)
- Carlon Jeffery (Damon Dawson)
- Justin Evans (II) (Simon Petrelli)
- Jackson Wurth (Monty Petrelli)

### Épisode 5:Le Pire Cauchemar
- États-Unis : 22 octobre 2007 sur NBC
- Suisse : 30 mars 2008 sur TSR1
- France : 22 juillet 2008 sur TF1

- États-Unis : 9,44 millions de téléspectateurs[1] (première diffusion)
- France : 1,14 million de téléspectateurs (première diffusion)

- Stephen Tobolowsky (Bob)
- Jimmy Jean-Louis (l'haïtien)
- Alan Blumenfeld (Maury Parkman)
- Holt McCallany (Ricky)
- Eriko Tamura (Yaeko)
- Elizabeth Lackey (Janice Parkman)
- Katie Carr (Caitlin)
- Jeanette Brox (Camille)
- Adair Tishler (Molly Walker)
- Nichelle Nichols (Nana)
- Dominic Keating (Will)
- Adetokumboh M'Cormack (Tuko)
- Jonathan T. Floyd (Officier Landry)

### Épisode 6:Franchissements
- États-Unis : 29 octobre 2007 sur NBC
- Suisse : 6 avril 2008 sur TSR1
- France : 22 juillet 2008 sur TF1

- États-Unis : 10,51 millions de téléspectateurs[1] (première diffusion)
- France : 1 million de téléspectateurs (première diffusion)

- Jimmy Jean-Louis (l'haïtien)
- Stephen Tobolowsky (Bob)
- Cary-Hiroyuki Tagawa (le père de Yaeko)
- Nicholas D'Agosto (West Rosen)
- Eriko Tamura (Yaeko)
- Shalim Ortiz (Alejandro Herrera)
- Elya Baskin (Ivan)
- Dianna Agron (Debbie)
- Janel Parrish (May)
- Katie Carr (Caitlin)
- Adair Tishler (Molly Walker)
- Irina Maleeva (Katerina)

### Épisode 7:Hors du temps
- États-Unis : 5 novembre 2007 sur NBC
- Suisse : 6 avril 2008 sur TSR1
- France : 29 juillet 2008 sur TF1

- États-Unis : 9,88 millions de téléspectateurs[1] (première diffusion)

- Kenji Nakamura (le superviseur du camp)
- Stephen Tobolowsky (Bob)
- Leonard Roberts (D.L. Hawkins)
- Cristine Rose (Angela Petrelli)
- Ashley Crow (Sandra Bennet)
- Nicholas D'Agosto (West Rosen)
- Eriko Tamura (Yaeko)
- Cary-Hiroyuki Tagawa (le père de Yaeko)
- Alan Blumenfeld (Maury Parkman)
- Katie Carr (Caitlin)
- Mark Harelik (l'officier)
- Adair Tishler (Molly Walker)
- Randall Bentley (Lyle Bennet)

### Épisode 8:Quatre mois plus tôt
- États-Unis : 12 novembre 2007 sur NBC
- Suisse : 13 avril 2008 sur TSR1
- France : 29 juillet 2008 sur TF1

- États-Unis : 11,16 millions de téléspectateurs[1] (première diffusion)

- Stephen Tobolowsky (Bob)
- Leonard Roberts (D.L. Hawkins)
- Cristine Rose (Angela Petrelli)
- Jimmy Jean-Louis (l'haïtien)
- Shalim Ortiz (Alejandro Herrera)
- Nichelle Nichols (Nana)
- Rena Sofer (Heidi Petrelli)
- Carlon Jeffery (Damon Dawson)

Peter se retrouve face à l'énigmatique Adam Monroe. Ce dernier le convainc d'utiliser ses pouvoirs pour retrouver la mémoire. Peter se remémore ainsi les événements de ces quatre derniers mois, à la suite de la terrible explosion qu'il a causée à New York, blessant gravement son frère Nathan…
Celui-ci a en effet été gravement brûlé par la radioactivité de Peter. Son frère le conduit à l'hôpital mais il est capturé par la compagnie qui le perçoit comme une menace ; elle le convainc de suivre un traitement afin de se débarrasser de ses pouvoirs. Peter y rencontrera Ella qui le considère comme son jouet. Peter fait aussi la connaissance d'Adam et se rend compte que la compagnie veut le garder enfermé pour toujours. Peter et Adam s'évaderont ; Adam donnera de son sang aux capacités extraordinaires pour guérir Nathan. Mais Ella et le Haïtien vont les retrouver et Peter sera séparé d'Adam. Le Haïtien qui peut neutraliser les pouvoirs des autres "heroes" vient facilement à bout de Peter. Mais en souvenir de ce qu'Angela Petrelli a fait pour lui, il ne lui efface que la mémoire afin que Peter ait une chance de recommencer sa vie. Maya découvre ses pouvoirs meurtriers en tuant tous les invités au mariage de son frère.

### Épisode 9:Moyens de pression
- États-Unis : 19 novembre 2007 sur NBC
- Suisse : 13 avril 2008 sur TSR1
- France : 5 août 2008 sur TF1

- États-Unis : 10,81 millions de téléspectateurs[1] (première diffusion)

- Sekai Murashige (Hiro jeune)
- Stephen Tobolowsky (Bob)
- George Takei (Kaito Nakamura)
- Cristine Rose (Angela Petrelli)
- Ashley Crow (Sandra Bennet)
- Nicholas D'Agosto (West Rosen)
- Barry Shabaka Henley (Dét. Bryan Fuller)
- Adair Tishler (Molly Walker)
- Saemi Nakamura (Kimiko Nakamura)
- Randall Bentley (Lyle Bennet)
- Tami-Adrian George (Coach Randolph)

### Épisode 10:La Souche du mal
- États-Unis : 26 novembre 2007 sur NBC
- Suisse : 20 avril 2008 sur TSR1
- France : 5 août 2008 sur TF1

- États-Unis : 11,89 millions de téléspectateurs[1] (première diffusion)

- Stephen Tobolowsky (Bob)
- Joanna Cassidy (Victoria Pratt)
- Ashley Crow (Sandra Bennet)
- Nicholas D'Agosto (West Rosen)
- Shalim Ortiz (Alejandro Herrera)
- Jaime Ray Newman (Victoria Pratt jeune)
- Eijiro Ozaki (Kaito Nakamura jeune)
- Adair Tishler (Molly Walker)
- Cory Hardrict (le voyou)
- Katie Carr (Caitlin)
- Nichelle Nichols (Nana)
- Randall Bentley (Lyle Bennet)
- Carlon Jeffery (Damon Dawson)

Le sang de Mohinder réussit maintenant à annihiler la souche mutante du virus, et Adam Monroe sait maintenant que le virus est conservé à Odessa, Texas.
Claire, après avoir dispersé les cendres de son père (qu'elle croit mort) dans l'océan Pacifique, décide de faire connaitre son pouvoir.
Après avoir tué Alejandro, Sylar emmène Maya à New York, chez Mohinder. Il appelle ce dernier pour lui dire qu'il est chez lui, avec l'enfant.

### Épisode 11:Expositions
- États-Unis : 3 décembre 2007 sur NBC
- Suisse : 20 avril 2008 sur TSR1
- France : 5 août 2008 sur TF1

- États-Unis : 11,06 millions de téléspectateurs[1] (première diffusion)

- Stephen Tobolowsky (Bob)
- Cristine Rose (Angela Petrelli)
- Ashley Crow (Sandra Bennet)
- Nicholas D'Agosto (West Rosen)
- Adair Tishler (Molly Walker)
- Cory Hardrict (le voyou)
- Randall Bentley (Lyle Bennet)